# Clarissa Chun
Clarissa Chun, född 27 augusti 1981 i Honolulu, Hawaii, är en amerikansk brottare som tog OS-brons i flugviktsbrottning vid de olympiska brottningstävlingarna 2012 i London. 